# Léon de Laborde

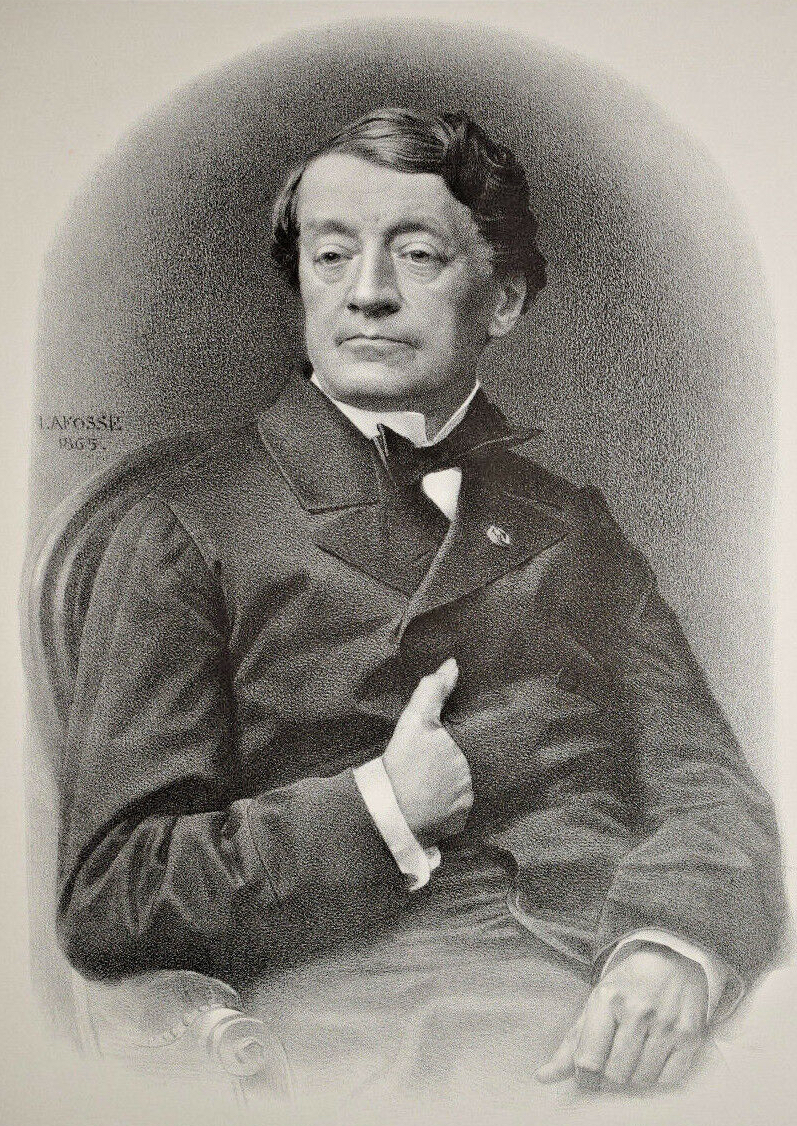
Léon de Laborde

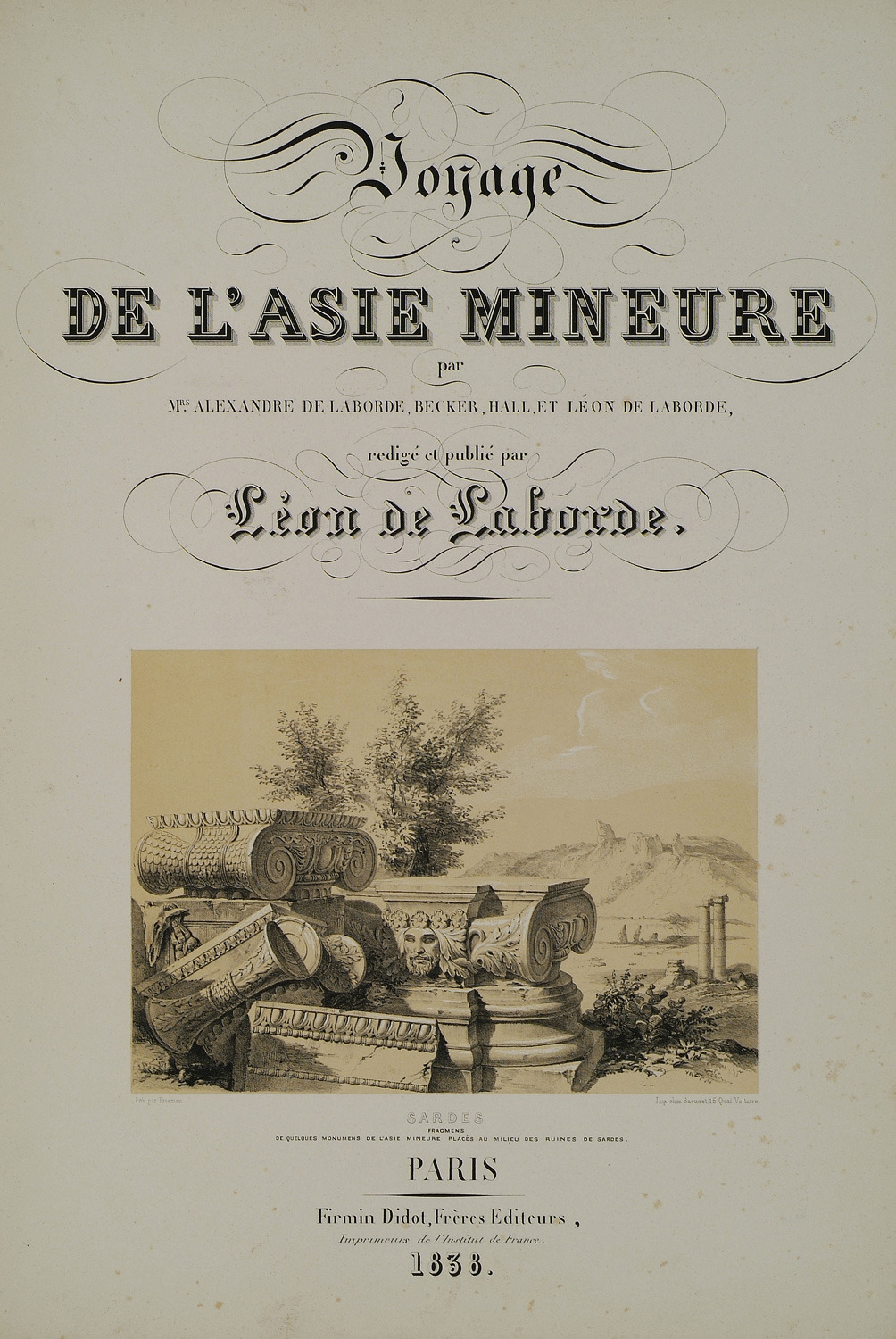
Voyage de l’Asie Mineure, 1838

Marquis Léon Emmanuel Simon Joseph de Laborde (geboren am 13. Juni 1807 in Paris; gestorben am 26. März 1869 in Fontenay-en-Vexin, Département Eure) war ein französischer Kunsthistoriker, Archäologe, Forschungsreisender und Politiker. Von 1857 bis 1867 war er Generaldirektor des französischen Nationalarchivs.

## Leben
Léon de Laborde war der Sohn des Diplomaten Alexandre de Laborde (1773–1842) und dessen Frau Thérèse Sabatier de Cabre (1780–1854). Sein Großvater war der 1794 guillotinierte Unternehmer und Hofbankier Ludwigs XV., Jean-Joseph de Laborde. Wie sein Vater sollte Léon de Laborde eine politische Laufbahn einschlagen und studierte an der Universität Göttingen.
Im Jahr 1826 brach er mit seinem Vater zu einer großen Reise durch Europa und den Nahen Osten auf und besuchte unter anderem Florenz, Rom, Neapel, Korfu, Konstantinopel, Jerusalem und Alexandria. Während dieser Reise fertigte er zahlreiche Zeichnungen der besichtigten Orte, antiken Ruinenstätten und Stimmungsbilder in Kleinasien und Syrien an. Sein Vater kehrte Anfang 1828 allein nach Paris zurück, Léon de Laborde hingegen reiste mit dem Ingenieur und Forschungsreisenden Louis Linant de Bellefonds, den er in Ägypten kennengelernt hatte, in die nabatäische Felsenstadt Petra. Bei der gemeinsamen – und damals längsten von Europäern unternommenen – Expedition nach Petra dokumentierten sie umfangreich die architektonischen Hinterlassenschaften der nur schwer zugänglichen antiken Stadt. Das Reisetagebuch mit den von beiden angefertigten Zeichnungen veröffentlichte der dreiundzwanzigjährige de Laborde 1830 unter dem Titel Voyage de l’Arabie Pétrée, zu ihrer Zeit die erste umfängliche Publikation zu der erst 1812 von Jean Louis Burckhardt für die westliche Altertumswissenschaft wiederentdeckten Stadt.
Nach Europa zurückgekehrt, trat er in den diplomatischen Dienst, der ihn 1828 zuerst nach Rom unter François-René de Chateaubriand führte. Nach der Julirevolution von 1830, die zum Ausscheiden Chateaubriands aus dem Dienst führte, wurde Léon de Laborde 3. Sekretär von Talleyrand an der Botschaft in London, 1831 Sekretär an der Botschaft in Hessen-Kassel unter seinem Onkel Auguste Sabatier de Cabres.
Um sich seinen historischen und literarischen Studien widmen zu können, verließ er jedoch bald darauf den diplomatischen Dienst, nicht aber Kassel. Da er sich selbst als Kupferstecher hervorgetan hatte, wandte er sich der Geschichte der Druckkunst zu und veröffentlichte eine Reihe von Arbeiten zu diesem Themenfeld, die er in Deutschland begonnen hatte: 1833 zunächst Essais de gravure, 1839 die Histoire de la gravure en manière noire, 1840 seine Recherches sur la découverte de l’imprimerie. Im Jahr 1841 wurde er Abgeordneter für Étampes und trat hierbei die Nachfolge seines Vaters an. Im gleichen Jahr publizierte er einen Commentaire géographique sur l’Exode et les Nombres über das Zweite (Exodos) und das Vierte Buch Mose (Zahlen), in dem er die Ergebnisse seiner geographischen Forschungen in Palästina und dem Nahen Osten darlegte. In der Folge wurde er 1842 in die Académie des Inscriptions et Belles-Lettres gewählt, auch hierin Nachfolger seines Vaters, verfehlte aber die Wiederwahl als Abgeordneter, die er erst 1846 wieder gewann. 1847 wurde er Konservator für die Antiken des Louvre, verlor das Amt aber in der Februarrevolution 1848, um erst im Dezember des Jahres wieder eingesetzt zu werden, nun zusätzlich für die Sammlungen zu Mittelalter und Renaissance verantwortlich.
In dieser Zeit wandte sich Léon de Laborde vornehmlich Archivstudien zu und publizierte zunächst das dreibändige Werk Les ducs de Bourgogne (1849–1852), das sich Kunst und Gewerbe Frankreichs und der Niederlande im 15. Jahrhundert widmete. Gleichzeitig entstanden die Bände zu La renaissance des arts à la cour de France (1851–1855). Weitere Werke, etwa Athènes aux XVe, XVIe et XVIIe siècles (1855), folgten. Zugleich war er Teil der zeitgenössischen Kunstszene und Jurymitglied der Great Exhibition in London 1851 sowie Präsident der Sektion für die Schönen Künste der Weltausstellung in Paris 1855, nachdem er bereits Jurymitglied der Französischen Industrieausstellung im Jahr 1844, zudem des Salon de Paris im Jahr 1852 gewesen war. Wegen nicht zu überbrückender Differenzen mit dem Direktor des Louvre, Alfred Émilien de Nieuwerkerke, gab er die Stelle als Konservator 1854 auf. Im Jahr 1857 wurde er Generaldirektor der Archives nationales. In dieser Position veranlasste er die Publikation zahlreicher großer Archivbestände, unter anderem der Monuments historiques 1866 und der Actes du Parlement de Paris 1867. Im Jahr 1864 wurde er Kommandeur der Ehrenlegion, 1868 Mitglied im Senat des Zweiten Kaiserreichs, erkrankte jedoch im Sommer schwer und wurde in den Ruhestand versetzt. Am 26. März 1869 verstarb er.
Von 1842 bis 1851 war er korrespondierendes Mitglied der Königlich Niederländischen Akademie der Wissenschaften. Die Académie royale des Sciences, des Lettres et des Beaux-Arts de Belgique nahm ihn 1851 als assoziiertes Mitglied (Élu associé) auf.
Sein Sohn war der Offizier und Bibliophile Alexandre de Laborde (1853–1944).

## Publikationen (Auswahl)
- Voyage de l’Arabie pétrée. Giard, Paris 1830 (englische Übersetzung: John Murray, London 1836; Digitalisat der Originalausgabe).
- Voyage de la Syrie par MM Alexandre de Laborde, Becker, Hall et Léon de Laborde. Firmin Didot, Paris 1837 (Digitalisat).
- Voyage de l’Asie mineure. Didot, Paris 1838 (Digitalisat).
- Histoire de la gravure en manière noire et son application à l’imprimerie. Jules Didot l'aîné, Paris 1839.
- Débuts de l’imprimerie à Mayence et à Bamberg, ou Description des lettres d’indulgence du pape Nicolas V, pro regno Cypri, imprimées en 1454. Techener, Paris 1840 (Digitalisat).
- Recherches de ce qu’il s’est conservé dans l’Égypte moderne de la science des anciens magiciens. J. Renouard, Paris 1841 (Digitalisat).
- Les Ducs de Bourgogne. Étude sur les lettres, les arts et l'industrie pendant le XVe siècle et plus particulièrement dans les Pays-Bas et le duché de Bourgogne. Drei Bände. Plon, Paris 1849–1852 (Digitalisat: Band 1, Band 2).
- La Renaissance des arts à la cour de France, étude sur le XVIe siècle. Zwei Bände. L. Potier, Paris 1850–1855 (Digitalisat: Band 1, Additions).
- Athènes aux XVe, XVIe et XVIIe siècles. Zwei Bände. J. Renouard, Paris 1854 (Digitalisat: Band 1, Band 2).
- De l’Union des arts et de l’industrie, rapport fait au nom de la commission française de l’exposition universelle de Londres sur les beaux-arts et sur les industries qui se rattachent aux Beaux-arts. Zwei Bände. Imprimerie impériale, Paris 1856.
- Les Archives de la France, leur vicissitudes pendant la Révolution, leur régénération sous l’Empire. Renouard, Paris 1867 (Digitalisat).
- postum: Les Comptes des Bâtiments du Roi, 1528–1570, suivis de documents inédits sur les châteaux royaux et les arts au XVIe siècle, recueillis et mis en ordre par feu le marquis de Laborde. Zwei Bände. J. Baur, Paris 1877–1880 (Digitalisat: Band 1, Band 2).